# 4e législature de la province du Canada
Quatrième législature 
 (1852 à juin 1854)
3e 5e
Ville de Québec
La 4e législature de la province du Canada siège de 1852 jusqu'en juin 1854. Les sessions furent tenues à Québec au Canada-Est. La dissolution fut annoncée le 23 juin 1854.

## Élections
Les élections se déroulent du 6 novembre 1851 au 24 décembre 1851.

## Sessions
- Première: du 19 août 1852 au 14 juin 1853 (ajournée du 10 novembre 1852 au 13 février 1853 en raison d'une épidémie de choléra à Québec[3].)
- Deuxième: du 13 juin 1854 au 22 juin 1854[2].

## Représentants de la couronne
- James Bruce, 8e comte d'Elgin, gouv. (19 août 1852 — 23 août 1853)
- William Rowan, adm. (23 août 1853 — 30 mai 1854)
- James Bruce, 8e comte d'Elgin, gouv. (30 mai 1854 — 23 juin. 1854)

## Président de l'Assemblée
- John Sandfield Macdonald (19 août 1852 — 23 juin 1854)

## Présidents du Conseil
- René-Édouard Caron (19 août 1852 — 17 août 1853)
- James Morris (17 août 1853 — 23 juin 1854)

## Premiers ministres
- Francis Hincks et Augustin-Norbert Morin pour toute la durée de la législature[2].

## Législature
Cette législature adopta un certain nombre de lois importantes, en particulier:
- L'abolition de la tenure seigneuriale au Canada-Est (Loi sur l'abolition des droits et devoirs féodaux dans le Bas-Canada).
- Le découpage du territoire en 130 comtés, 65 dans chacune des parties est et ouest du Canada, qui servirent de districts électoraux à partir de l'élection suivante.

## Députés

### Canada-Est
| Comté               | Député                          | Parti        |
| ------------------- | ------------------------------- | ------------ |
| Beauharnois         | Ovide Le Blanc                  | Réformiste   |
| Bellechasse         | Jean Chabot                     | Réformiste   |
| Berthier            | Joseph-Hilarion Jobin           | Patriote     |
| Chambly             | Louis Lacoste                   | Réformiste   |
| Champlain           | Thomas Marchildon               | Libéral      |
| Deux-Montagnes      | William Henry Scott             | Réformiste   |
|                     | Louis-Joseph Papineau           | Rouge        |
| Dorchester          | François-Xavier Lemieux         | Réformiste   |
| Drummond            | John McDougall                  | Conservateur |
| Gaspé               | Robert Christie                 | Indépendant  |
| Huntingdon          | Jean-Baptiste Varin             | Réformiste   |
| Kamouraska          | Jean-Charles Chapais            | Réformiste   |
| Leinster            | Louis-Michel Viger              | Réformiste   |
| L'Islet             | Charles-François Fournier       | Réformiste   |
| Lotbinière          | Joseph Laurin                   | Réformiste   |
| Mégantic            | John Greaves Clapham            | Tory         |
| Missisquoi          | Seneca Paige                    | Modéré       |
| Montmorency         | Joseph-Édouard Cauchon          | Réformiste   |
| Montréal            | John Young                      | Rouge        |
| Montréal            | William Badgley                 | Tory         |
| Comté de Montréal   | Michel-François Valois          | Rouge        |
| Nicolet             | Thomas Fortier                  | Réformiste   |
| Ottawa              | John Egan                       | Réformiste   |
| Portneuf            | Ulric-Joseph Tessier            | Réformiste   |
| Comté de Québec     | Pierre-Joseph-Olivier Chauveau  | Réformiste   |
| Ville de Québec     | Hippolyte Dubord                | Indépendant  |
|                     | George Okill Stuart             | Conservateur |
| Richelieu           | Antoine-Némèse Gouin            | Réformiste   |
| Rimouski            | Joseph-Charles Taché            | Réformiste   |
| Rouville            | Joseph-Napoléon Poulin          | Réformiste   |
| Saguenay            | Marc-Pascal de Sales Laterrière | Réformiste   |
| Saint-Hyacinthe     | Louis-Victor Sicotte            | Libéral      |
| Saint-Maurice       | Joseph-Édouard Turcotte         | Réformiste   |
| Shefford            | Lewis Thomas Drummond           | Libéral      |
| Sherbrooke          | Edward Short                    | Modéré       |
|                     | Alexander Tilloch Galt (1853)   | Indépendant  |
| Comté de Sherbrooke | John Sewell Sanborn             | Libéral      |
| Stanstead           | Hazard Bailey Terrill           | Modéré       |
|                     | Timothy Lee Terrill (1852)      | Modéré       |
| Terrebonne          | Augustin-Norbert Morin          | Réformiste   |
| Trois-Rivières      | Antoine Polette                 | Réformiste   |
| Vaudreuil           | Jean-Baptiste Mongenais         | Réformiste   |
| Verchères           | George-Étienne Cartier (1848)   | Réformiste   |
| Yamaska             | Pierre-Benjamin Dumoulin        | Réformiste   |

### Canada-Ouest
| Comté               | Député                        | Parti        |
| ------------------- | ----------------------------- | ------------ |
| Brockville          | George Crawford               | Conservateur |
| Bytown              | Daniel McLachlin              | Réformiste   |
| Carleton            | Edward Malloch                |              |
| Cornwall            | Roderick McDonald             |              |
| Dundas              | Jesse W. Rose                 |              |
| Durham              | James Smith                   |              |
| Essex               | John Prince                   |              |
| Frontenac           | Henry Smith (fils)            | Conservateur |
| Glengarry           | John Sandfield Macdonald      | Réformiste   |
| Grenville           | William Patrick               | Réformiste   |
| Haldimand           | William Lyon Mackenzie        | Réformiste   |
| Halton              | John White                    |              |
| Hamilton            | Allan Napier MacNab           | Conservateur |
| Hastings            | Edmund Murney                 |              |
| Huron               | Malcolm Cameron               | Réformiste   |
| Kent                | George Brown                  | Réformiste   |
| Kingston            | John A. Macdonald             | Conservateur |
| Lanark              | James Shaw                    | Conservateur |
| Leeds               | William Buell Richards        | Réformiste   |
| Lennox et Addington | Benjamin Seymour              | Conservateur |
| Lincoln             | William Hamilton Merritt      | Réformiste   |
| London              | Thomas C. Dixon               | Conservateur |
| Middlesex           | Crowell Willson               |              |
| Niagara (ville)     | Francis Hincks                | Réformiste   |
|                     | Joseph Curran Morrison (1852) | Réformiste   |
| Norfolk             | John Rolph                    | Clear Grit   |
| West Northumberland | Asa Burnham                   |              |
| Oxford              | Francis Hincks                | Réformiste   |
| Peterborough        | John Langton                  | Conservateur |
| Prescott            | Thomas Hall Johnston          |              |
| Prince Edward       | David Barker Stevenson        | Conservateur |
| Russell             | George Byron Lyon-Fellowes    |              |
| Simcoe              | William Benjamin Robinson     | Conservateur |
| Stormont            | William Mattice               |              |
| Toronto             | Henry Sherwood                |              |
| Toronto             | William Henry Boulton         | Conservateur |
| Waterloo            | Adam Johnston Fergusson       | Réformiste   |
| Welland             | Thomas Clark Street           | Conservateur |
| Wentworth           | David Christie                | Réformiste   |
| East York           | Amos Wright                   | Réformiste   |
| North York          | Joseph Hartman                | Réformiste   |
| South York          | John William Gamble           | Tory         |
| West York           | George Wright                 | Réformiste   |